# Ćukovac (okręg jablanicki)
Ćukovac (cyr. Ћуковац) – wieś w Serbii, w okręgu jablanickim, w gminie Bojnik. W 2011 roku liczyła 72 mieszkańców.